# 中海集運
中海集裝箱運輸股份有限公司（簡稱：中海集運，港交所：2866，上交所：601866）是中國海運集團旗下公司，主要從事集裝箱運輸及相關業務的多元化經營企業。
中海集運於1997年於上海成立，以運載能力計，位列全球第六，是中國第一的航運商。截至2006年5月為止，中海集運擁有149艘船舶，整體運載能力約為371,204標準箱，平均船齡只有2.28年。
2004年6月，該公司的H股在香港交易所上市，招股時定價為3.175港元。2007年，每10股H股送5.5股紅股。同年底，該公司進行A股招股，並定價為6.62元人民幣。
2011年收入282.465億元，虧損27.43億元（人民幣．下同）。截至2015年12月31日，集團總運力為889,434TEU，共有僱員7,546人。
2016年9月8日，中海集装箱运输正式更名為「中远海运发展股份有限公司」，簡稱「中远海运发展」。
2017年1月3日中遠海運發展全資附屬公司中海集團收購渤海銀行的11.62億股股份，即渤海銀行全部股本權益的13.67%，

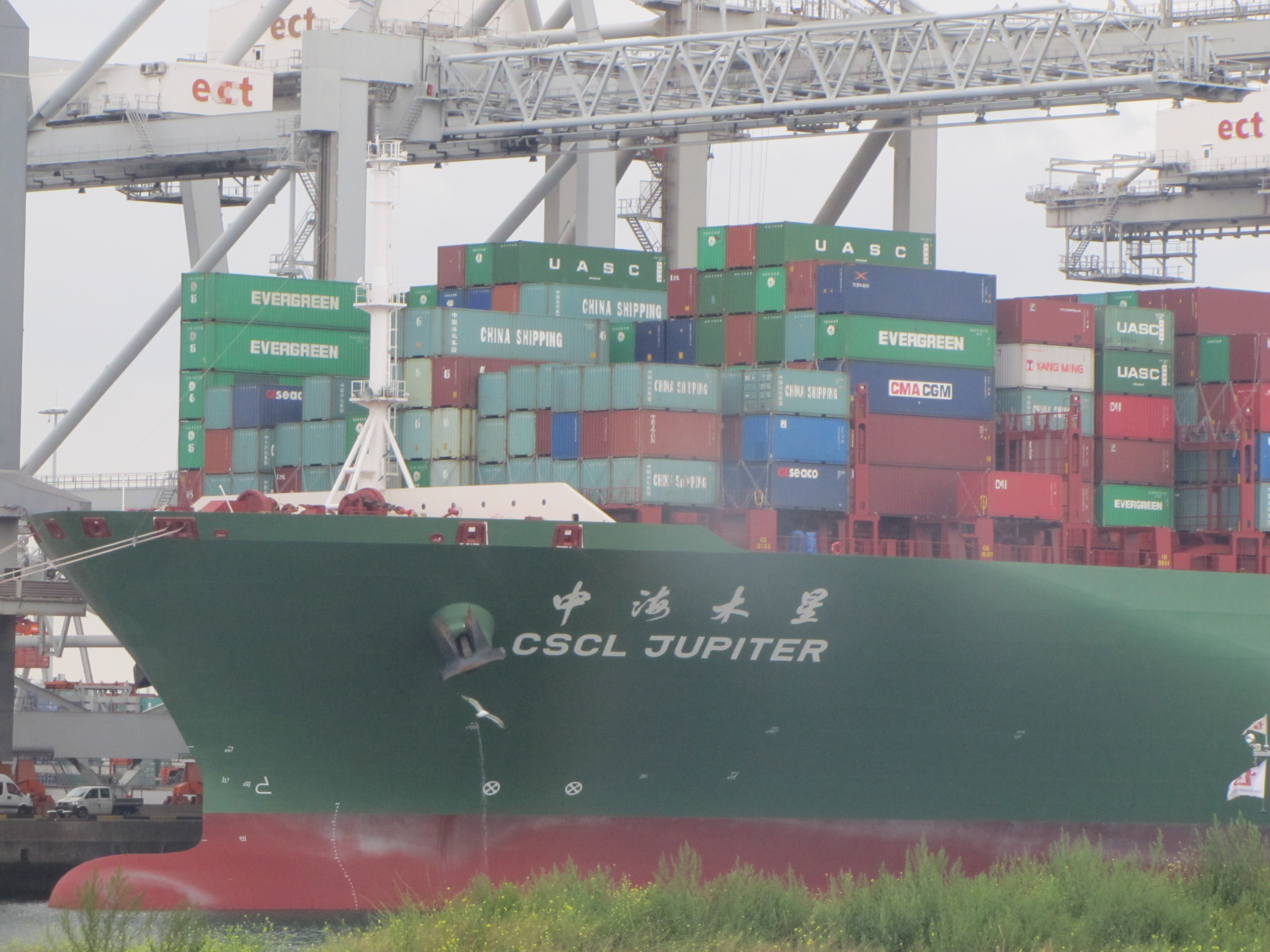
中海木星号船头，中海集运旗下的一艘集装箱船

## 船隊
| 船級              | 建造年份  | 容量 (TEU) | 該級船隻數 | 備註                                |
| ----------------- | --------- | ---------- | ---------- | ----------------------------------- |
| CSCL Star-class   | 2011-2012 | 14,074     | 8          | 8艘貨櫃船全數由三星重工建造         |
| CSCL Spring-class | 2014      | 10,036     | 8          | 8艘貨櫃船全數由大連船舶重工集團建造 |
| CSCL Globe-class  | 2014-2015 | 18,982     | 5          | 5艘貨櫃船全數由現代重工建造         |

## 外部連結
- 中海集運